# Ungarische EU-Ratspräsidentschaft 2024
Die ungarische Ratspräsidentschaft bezeichnet den Vorsitz Ungarns im Ministerrat der Europäischen Union (EU) für die zweite Jahreshälfte 2024. Ungarns Ratsvorsitz 2024 ist Teil des zwölften Ratsvorsitztrios gemeinsam mit Spanien und Belgien, das am 1. Juli 2023 begann und bis Ende 2024 bestand. Es war der zweite Ratsvorsitz Ungarns nach 2011.
Trotz umstrittener Auslandsreisen am Beginn verlief die Ratspräsidentschaft versöhnlicher als erwartet; zum Beispiel bei der Erweiterung des Schengen-Raumes.

## Verlauf

### Position Ungarns innerhalb der EU
Ungarns Position innerhalb der EU war zu Beginn der Präsidentschaft isoliert. Hinsichtlich verschiedener Beschlüsse der Europäischen Union zu den Themen Rechtsstaatlichkeit, China- und Russland-Politik oder Streitigkeiten im Haushalt wich Ungarn häufig von der Linie der Europäischen Union ab oder blockierte gemeinsame Entscheidungen. Viktor Orbán prophezeite ein Jahr vor der Präsidentschaft den Untergang Europas.
Als das israelische Parlament im Juli 2024 eine Resolution verabschiedete, die sich gegen die Anerkennung Palästinas als eigenen Staat (und damit de facto gegen eine Zweistaatenlösung) aussprach und diesen als „eine existenzielle Bedrohung für den Staat Israel und seine Bürger“ einstufte, scheiterte eine Verurteilung dessen durch die EU am Widerstand Ungarns.

### Unerwartete Reisen nach Kiew, Moskau und Peking
Die ungarische Präsidentschaft begann mit einer vom Rat der Europäischen Union nicht autorisierten Reise Viktor Orbáns zu Gesprächen mit dem ukrainischen Präsidenten Wolodymyr Selenskyj in Kiew. Beide hatten dies am 25. Juni bei einer Begegnung in Brüssel vereinbart. Orbáns Delegation reiste noch in der Nacht nach seiner Amtseinführung von Belgien aus mit einem Autokonvoi in die Ukraine, wo sich Orbán und Selenskyj dienstags am 2. Juli trafen. Zur Delegation gehörte als einziger Journalist der Schweizer Roger Köppel. Orbán hatte ihn kurzfristig dazu eingeladen und Köppel berichtete ausführlich über den YouTube-Kanal seiner Weltwoche.
Am Freitag der gleichen Woche traf Orbán im Moskauer Kreml den russischen Präsidenten Wladimir Putin. Wiederum unmittelbar danach flog die Delegation in der Nacht weiter nach Aserbaidschan. Ein dort geplantes Treffen mit dem türkischen Präsidenten Recep Tayyip Erdoğan kam nicht zustande, da dieser das EM-Viertelfinale der Türkei in Berlin besuchte. Nach einem Interview mit Bild flog Orbán am 8. Juli zu einem Treffen mit dem chinesischen Präsidenten Xi Jinping nach Peking, nachdem dieser ihn zwei Monate zuvor in Budapest besucht hatte. Orbán selbst bezeichnete seine Reisen bei Twitter als „Peace Mission 3.0“. Nach dem NATO-Gipfel in Washington traf Orbán Mitte Juli 2024 wieder mit Donald Trump in dessen Privatresidenz Mar-a-Lago in Florida zusammen. Im Zuge seiner „Make Europe Great Again“-Kampagne wurden Vorbehalte gegen die Rolle der NATO-Länder bei der Unterstützung der Ukraine („Friedensbemühungen 3.0“) geäußert.

#### Reaktion
Der EU-Außenbeauftragte Josep Borrell kommentierte, Orbán habe vom „EU-Rat kein Mandat für einen Besuch in Moskau erhalten“ und vertrete in diesem Fall nicht die EU. Der Vorsitz beinhalte „keine Außenvertretung der Union“. Diese falle in die Zuständigkeit des Präsidenten des Europäischen Rates und auf Ministerebene in die des Hohen Vertreters der Union für Außen- und Sicherheitspolitik. Die Positionen der EU-Kommission zum russischen Krieg gegen die Ukraine schlössen laut Borrell offizielle Kontakte zwischen der EU und dem russischen Staatspräsidenten aus. Zuvor hatte Orbán seinen Vermittlungsversuch mit seiner EU-Ratspräsidentschaft in Verbindung gebracht.
63 EU-Abgeordnete forderten, Ungarn das Stimmrecht im Rat der EU im Rahmen des gegen das Land laufenden Artikel-7-Verfahrens abzuerkennen. Orbán habe „die Rolle der Ratspräsidentschaft ausgenutzt und missbraucht“. Die Europäische Kommission unter dem Vorsitz von Ursula von der Leyen reagierte auf die Alleingänge Orbáns mit einem diplomatischen Boykott. Da Viktor Orbán von der EU kein außenpolitisches Mandat für seine Reisen erhalten hat und sich auch der Hohe Vertreter Josep Borrell von Orbán distanzierte, beabsichtigt die EU-Kommission anstelle ihrer Kommissare nur noch mit der zweiten Ebene der Beamten an informellen Ministertreffen teilzunehmen. Außerdem verzichtete die EU-Kommissionspräsidentin auf den bei einer neuen Ratspräsidentschaft üblichen Antrittsbesuch.